# Osaterone acetate
Osaterone acetate, được bán dưới tên thương hiệu Ypozane, là một loại thuốc được sử dụng trong y học thú y ở châu Âu trong điều trị phì đại tuyến tiền liệt ở chó. Nó được đưa ra bằng miệng.
Osaterone acetate là một antiandrogen, và do đó là một chất đối kháng của thụ thể androgen, các mục tiêu sinh học của nội tiết tố androgen như testosterone và dihydrotestosterone. Nó cũng là một proestin, hoặc một proestogen tổng hợp, và do đó là một chất chủ vận của thụ thể progesterone, mục tiêu sinh học của proestogen như progesterone.
Osaterone acetate đã được giới thiệu để sử dụng cho thú y trong năm 2007  Nó được bán trên thị trường châu Âu.

## Công dụng

### Thú y
Osaterone acetate được sử dụng trong thú y ở châu Âu trong điều trị tăng sản tuyến tiền liệt lành tính (BPH) ở chó. Nó đã được tìm thấy để làm giảm các triệu chứng lâm sàng của HA ở 83% chó trong sáu tháng sau một đợt điều trị kéo dài một tuần, và có thể được sử dụng lâu dài.

### Các dạng có sẵn
Osaterone acetate có dạng 1.875 mg, 3,75 mg, 7,5 mg và 15 mg viên nén uống dùng trong thú y.

## Tác dụng phụ
Tác dụng phụ của osaterone acetate bao gồm giảm chất lượng tinh trùng (lên đến 6 tuần sau điều trị), độ cao thoáng qua của các enzym gan (cần thận trọng quan sát với biết bệnh gan), nôn mửa, tiêu chảy, polyuria/uống nhiều, thờ ơ, và tăng sản của tuyến vú. Nó cũng có thể làm giảm nồng độ cortisol, can thiệp vào đáp ứng hoóc môn vỏ thượng thận, gây ra hoặc làm trầm trọng thêm tình trạng suy tuyến thượng thận và làm trầm trọng thêm bệnh đái tháo đường.

## Dược lý

### Dược lực học
Osaterone acetate là một steroid antiandrogen, progestin, và antigonadotropin. Nó hầu như không có hoạt động estrogen hoặc androgenic. Hồ sơ tác dụng phụ của nó chỉ ra rằng nó có hoạt động glucocorticoid liên quan đến lâm sàng. Một chất chuyển hóa hoạt động của osaterone acetate, 15β-hydroxyosaterone acetate, có hoạt tính chống oxy hóa mạnh tương tự như osaterone acetate. Osaterone acetate điều trị BPH ở chó bằng cách giảm hoạt động của androgen trong tuyến tiền liệt.

### Dược động học
Chất chuyển hóa hoạt động chính của osaterone acetate là 15β-hydroxyosaterone acetate. Osaterone acetate có thời gian bán hủy sinh học dài từ 80 giờ đến 197 ± 109 giờ ở chó.

## Hóa học
Osaterone acetate, còn được gọi là 2-oxachloromadinone acetate, cũng như 17α-acetoxy-6-chloro-2-oxa-6-dehydroprogesterone hoặc 17α-acetoxy-6-chloro-2-oxapregna-4,6-diap-3 20-dione, là một steroid tổng hợp mang thai và là một dẫn xuất của progesterone và 17α-hydroxyprogesterone. Nó là một dẫn xuất của chlormadinone axetat ít mạnh hơn. Thuốc là este axetat C17α của osaterone.

## Lịch sử
Osaterone acetate được giới thiệu để sử dụng cho thú y ở châu Âu dưới tên thương hiệu Ypozane vào năm 2007 

## Xã hội và văn hoá

### Tên gốc
Osaterone acetate là tên gốc của thuốc. Osaterone là INN của hợp chất cha mẹ đã khử acetyl.

### Tên biệt dược
Osaterone acetate được bán trên thị trường dưới tên biệt dược Ypozane bởi Virbac.

### Tính khả dụng
Osaterone acetate có mặt rộng khắp châu Âu, bao gồm Bỉ, Phần Lan, Pháp, Đức, Ý, Hà Lan, Na Uy, Ba Lan, Thụy Điển, Thụy Sĩ và Vương quốc Anh.

## Nghiên cứu
Osaterone acetate cũng đã được điều tra tại Nhật Bản trong điều trị ung thư tuyến tiền liệt và BPH ở người nhưng cuối cùng không bao giờ được bán trên thị trường cho các mục đích như vậy.